# Казаміччола-Терме
Казаміччола-Терме (італ. Casamicciola Terme) — муніципалітет в Італії, у регіоні Кампанія,  метрополійне місто Неаполь.
Казаміччола-Терме розташована на відстані близько 175 км на південний схід від Рима, 30 км на захід від Неаполя.
Населення — 8358 осіб (2014).
Щорічний фестиваль відбувається 22 липня. Покровитель — santa Maria Maddalena.

## Демографія
Населення за роками:

Станом на 1 січня 2023 року в муніципалітеті офіційно проживало 387 іноземців з 43 країн, серед них 101 громадянин країн Євросоюзу та 118 громадян України.

## Сусідні муніципалітети
- Барано-д'Іскія
- Форіо
- Іскія
- Лакко-Амено
- Серрара-Фонтана